# Sumas (Washington)
Pour les articles homonymes, voir Sumas.
Sumas est une petite ville située au nord du comté de Whatcom, dans l'État de Washington, aux États-Unis,. Elle est incorporée en 1891. Elle est située à la frontière entre le Canada et les États-Unis, qui la sépare de la ville d'Abbotsford, en Colombie-Britannique.

## Démographie
Lors du recensement de 2010, la ville comptait une population de 1 307 habitants. Elle est également estimée, en 2017, à 1 464 habitants.

### Source de la traduction
- (en) Cet article est partiellement ou en totalité issu de l’article de Wikipédia en anglais intitulé « Sumas, Washington » (voir la liste des auteurs).